# Relaciones entre Catar y España
Las relaciones Catar-España son las relaciones internacionales entre estos dos países. Catar tiene una embajada en Madrid. España tiene una embajada en Doha.

## Relaciones diplomáticas

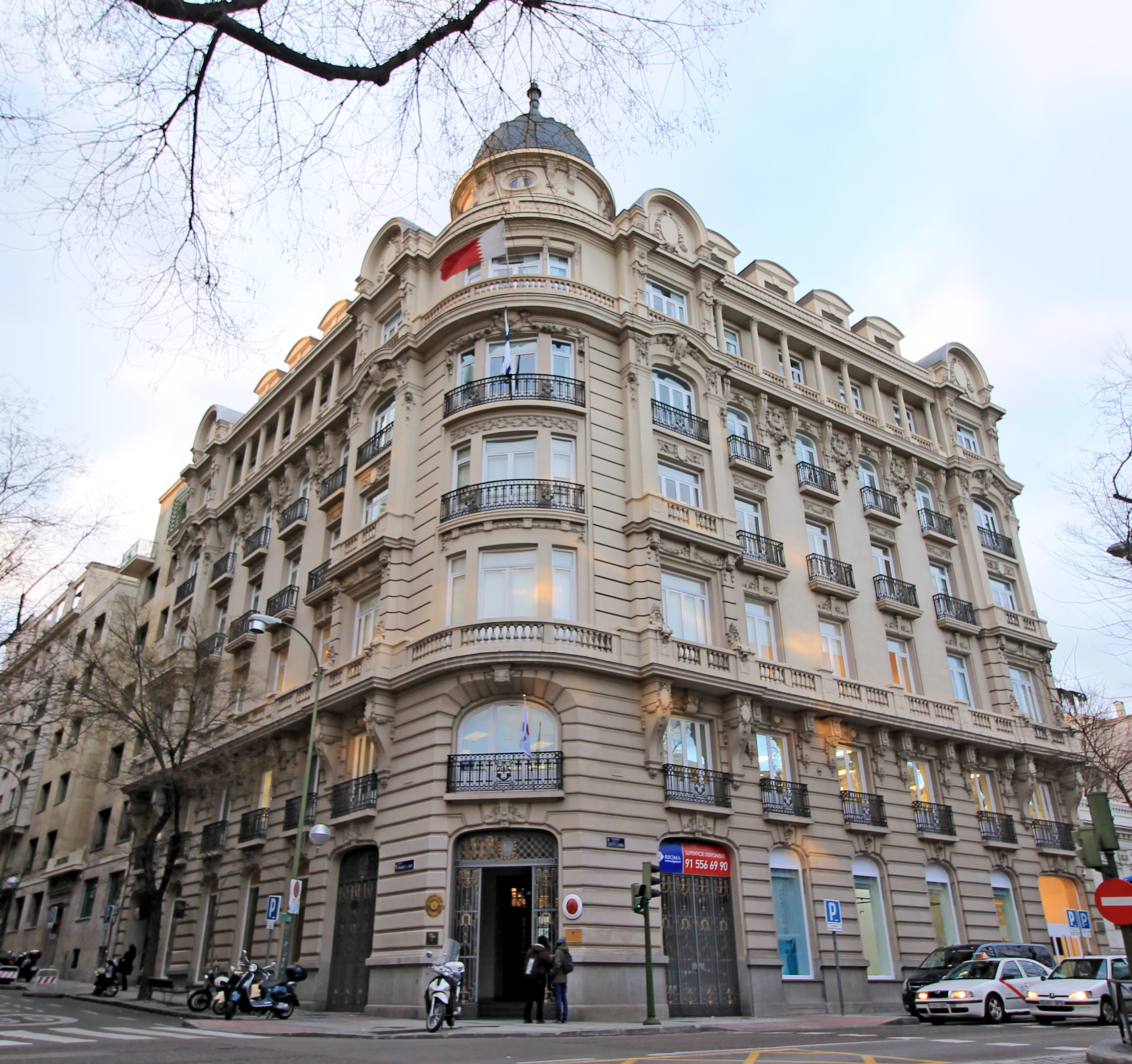
Embajada de Catar en Madrid

Las relaciones diplomáticas entre Catar y España se establecieron el 22 de diciembre de 1992 a nivel de Embajada no residente. España y Catar mantienen unas relaciones muy fluidas tanto a nivel político como a niveles económico, comercial y cultural. Sus Majestades los Reyes visitaron oficialmente Catar, por primera vez, en noviembre de 1980, y posteriormente en octubre de 2003 y en abril de 2006.
El viaje de Estado de SS MM los Reyes a Catar el 22 y 23 de octubre de 2003 y la posterior apertura de la Embajada de España en Doha, seguida de la de la Embajada de Catar en Madrid, en el año 2004, impulsó una nueva etapa en las relaciones bilaterales, de plena amistad y sintonía entre los dos países, corroborada con ocasión de la visita a España de Su Alteza el entonces Emir del Estado de Catar, Jeque Hamad bin Khalifa Al Thani, el 6 de octubre de 2004 y, de nuevo, con la que efectuó los días 25 al 27 de abril de 2011.

## Relaciones económicas
Las relaciones comerciales entre Catar y España son buenas, pero están por detrás de países de nuestro entorno en la UE. Así, España se sitúa en el año 2014 como el séptimo proveedor de la U.E., con un 3% de las exportaciones totales europeas, muy por detrás de Alemania (27%), Reino Unido (23%), Francia (18%) e Italia (12%); y sin embargo somos su tercer cliente dentro de la U.E., con un 13% de las importaciones europeas totales, por detrás de Reino Unido (30%) e Italia (16%). Sin embargo, en el último año se observa una ligera disminución del déficit español, con un aumento de nuestras
ventas a Catar y una caída de nuestras compras.
El saldo de la balanza comercial ha sido históricamente desfavorable a España debido al gran peso que supone nuestras compras de combustibles fósiles (93% del total), a pesar del crecimiento de nuestras exportaciones de media en los últimos años y la reducción de nuestras importaciones. Catar es (después de Argelia y Nigeria) el tercer proveedor de gas natural de España, lo que es muestra de la importancia del país desde el punto de vista energético. Esta tendencia no parece que pueda ser corregida a corto plazo. Las principales compañías españolas importadoras en Catar son Gas Natural y Endesa.
Las cifras de comercio bilateral en los últimos años muestran una importante oscilación en sus cifras, manteniéndose el saldo deficitario debido al peso de las importaciones españolas de combustibles minerales.